# Pingasa alba
Pingasa alba är en fjärilsart som beskrevs av Swinhoe 1891. Pingasa alba ingår i släktet Pingasa och familjen mätare. Inga underarter finns listade i Catalogue of Life.